# Maria Bibro
Maria Bibro (Polonia, 18 de julio de 1936-9 de enero de 1996) fue una atleta polaca especializada en la prueba de 4 × 100 m, en la que consiguió ser medallista de bronce europea en 1958.

## Carrera deportiva
En el Campeonato Europeo de Atletismo de 1958 ganó la medalla de bronce en los relevos de 4x100 metros, con un tiempo de 46.0 segundos, llegando a meta tras la Unión Soviética (oro con 45.3 s que fue récord de los campeonatos) y Reino Unido (plata).